# 7669
7669 — американская девичья рэп-группа, существовавшая в первой половине 1990-х годов. В её состав входили участницы с прозвищами Shorti-1-Forti (Марси Робертс), Big Ange (Анджела Хант), El Boog-E (Эл-Мелек А. Мур) и Thicknezz (Маллор Эрвин). В названии соединились год объявления независимости США (1776) и условный год «сексуальной революции» (1969). Коллектив был образован в Нью-Йорке и подписал контракт с лейблом Motown Records, на котором в 1993 году вышел их единственный альбом East from a Bad Block. В поддержку релиза были выпущены три сингла, два из них попали в ритм-н-блюзовый чарт журнала Billboard — «So High» (№ 35) и «Joy» (№ 72); последний также занял 60-е место в британском хит-параде.

## Дискография

### Альбомы
- East from a Bad Block (1993)

### Синглы
- «So High» (1993)
- «Joy» (1994)
- «Heree Ah Cumm» (1994)